# Lega saudita professionistica 2016-2017
La Saudi Professional League 2016-2017 è stata la 42ª edizione del massimo livello del campionato saudita di calcio, nota come Abdul Latif Jameel League 2016-2017 per ragioni di sponsorizzazione. Il campionato è iniziato il 12 agosto 2016 ed è terminato il 4 maggio 2017.

## Stagione

### Novità
Al termine della Saudi Professional League 2015-2016 il Najran e il Club Hajer, ultimi due classificati, sono stati retrocessi in Saudi First Division. Al loro posto sono stati promossi l'Al-Mojzel, vincitore della Saudi First Division 2015-2016 e l'Al-Ettifaq, secondo classificato.
In seguito alla decisione della federazione il Al-Batin sostituisce il Al-Mojzel a causa dello scandalo partite truccate.

### Formula
Le 14 squadre si affrontano due volte in un girone di andata e ritorno per un totale di 26 partite.

La prima classificata vince il campionato ed è ammessa alla fase a gironi della AFC Champions League 2017.

La seconda classificata e la vincente della King Cup of Champions 2016-2017 accede alla fase a gironi della AFC Champions League 2018.

La terza classificata accede all'ultimo turno di qualificazione della AFC Champions League 2018.

Le ultime due classificate (13º e 14º posto) retrocedono in Saudi First Division 2017-2018.

## Squadre partecipanti
| Club         | Città          | Stadio                                        | Stagione precedente              |
| ------------ | -------------- | --------------------------------------------- | -------------------------------- |
| Al-Ahli      | Jeddah         | King Abdullah Sports City                     | Campione dell'Arabia Saudita     |
| Al-Ettifaq   | Ettifaq        | Prince Mohamed bin Fahd Stadium               | 2º posto in Saudi First Division |
| Al-Faisaly   | Harmah         | Stadio Prince Salman Bin Abdulaziz Sport City | 10º posto                        |
| Al-Fateh     | Al-Hasa        | Stadio Prince Abdullah bin Jalawi             | 5º posto                         |
| Al-Hilal     | Riad           | King Fahd International Stadium               | 2º posto                         |
| Al-Ittihad   | Jeddah         | King Abdullah Sports City                     | 3º posto                         |
| Al-Khaleej   | Saihat         | Nayef bin Abdul Aziz Sports City Stadium      | 7º posto                         |
| Al Batin     | Hafar Al-Batin | Al-Batin Club Stadium                         | 1º posto in Saudi First Division |
| Al-Nassr     | Riad           | King Fahd International Stadium               | 8º posto                         |
| Al-Qadisiyah | Khobar         | Prince Saud bin Jalawi Stadium                | 11º posto                        |
| Al-Raed      | Burayda        | King Abdullah Sport City Stadium              | 12º posto                        |
| Al-Shabab    | Riad           | King Fahd International Stadium               | 6º posto                         |
| Al-Taawon    | Burayda        | King Abdullah Sport City Stadium              | 4º posto                         |
| Al-Wehda     | Makkah         | King Abdul Aziz                               | 9º posto                         |

## Classifica finale
|                           | Pos. | Squadra         | Pt | G  | V  | N  | P  | GF | GS |
| ------------------------- | ---- | --------------- | -- | -- | -- | -- | -- | -- | -- |
| Arabia Saudita (bandiera) | 1.   | Al-Hilal        | 66 | 26 | 21 | 3  | 2  | 63 | 13 |
|                           | 2.   | Al-Ahli         | 55 | 26 | 17 | 4  | 5  | 57 | 30 |
|                           | 3.   | Al-Nassr        | 52 | 26 | 16 | 4  | 6  | 44 | 25 |
|                           | 4.   | Al-Ittihad (-3) | 52 | 26 | 17 | 4  | 5  | 57 | 37 |
|                           | 5.   | Al-Ra'ed        | 35 | 26 | 11 | 2  | 13 | 37 | 47 |
|                           | 6.   | Al-Shabab       | 33 | 26 | 8  | 9  | 9  | 28 | 32 |
|                           | 7.   | Al-Taawoun      | 31 | 26 | 9  | 4  | 13 | 33 | 40 |
|                           | 8.   | Al-Fateh        | 29 | 26 | 7  | 8  | 11 | 33 | 39 |
|                           | 9.   | Al-Qadisiya     | 28 | 26 | 6  | 10 | 10 | 38 | 38 |
|                           | 10.  | Al-Faisaly      | 28 | 26 | 6  | 10 | 10 | 30 | 41 |
|                           | 11.  | Al-Ettifaq      | 27 | 26 | 7  | 6  | 13 | 31 | 45 |
|                           | 12.  | Al-Batin        | 26 | 26 | 6  | 8  | 12 | 31 | 43 |
|                           | 13.  | Al-Khaleej      | 23 | 26 | 5  | 8  | 13 | 32 | 51 |
|                           | 14.  | Al-Wahda        | 17 | 26 | 5  | 2  | 19 | 35 | 65 |

Legenda:

      Campione dell'Arabia Saudita e ammessa alla AFC Champions League 2018

      Ammesse alla AFC Champions League 2018

      Ammesso alle qualificazioni della AFC Champions League 2018

 Ammessa al play-off retrocessione

      Retrocesse in Saudi First Division 2017-2018
Tre punti a vittoria, uno a pareggio, zero a sconfitta.
La classifica viene stilata secondo i seguenti criteri:
- Punti conquistati
- Playoff (per titolo, partecipazione alle coppe e retrocessione)
- Punti conquistati negli scontri diretti
- Differenza reti negli scontri diretti
- Reti realizzate negli scontri diretti
- Differenza reti generale
- Reti totali realizzate

### Verdetti
- Al-Hilal campione dell'Arabia Saudita e ammesso alla fase a gironi della AFC Champions League 2018.
- Al-Ahli ammesso alla fase a gironi della AFC Champions League 2018.
- Al-Nassr ammesso alle qualificazioni della AFC Champions League 2018.
- Al-Khaleej e Al-Wahda retrocesse in Saudi First Division 2017-2018.

## Play-off retrocessione
| Abha 11 maggio 2017, ore 19:15 CEST Andata | Najran          | 0 – 1 referto | Al-Batin | Prince Sultan bin Abdul Aziz Stadium\| Arbitro: \| Khaled Al-Teris \| |
| Arbitro:                                   | Khaled Al-Teris |               |          |                                                                       |

| Hafar Al-Batin 16 maggio 2017, ore 19:20 CEST Ritorno | Al-Batin         | 2 – 2 referto | Najran | Al-Batin Club Stadium\| Arbitro: \| Turki Al-Khudair \| |
| Arbitro:                                              | Turki Al-Khudair |               |        |                                                         |

## Statistiche

### Individuali

#### Classifica marcatori
Aggiornata al 4 maggio 2017
| Gol |  |  | Giocatore          | Squadra    |
| --- |  |  | ------------------ | ---------- |
| 24  |  |  | Omar Al Soma       | Al-Ahli    |
| 18  |  |  | Ismaël Bangoura    | Al-Raed    |
| 16  |  |  | Mahmoud Kahraba    | Al-Ittihad |
| 16  |  |  | Mukhtar Fallatah   | Al-Wehda   |
| 12  |  |  | Carlos Eduardo     | Al-Hilal   |
| 12  |  |  | Léo Bonatini       | Al-Hilal   |
| 12  |  |  | Jandson            | Al-Khaleej |
| 12  |  |  | Jorge Santos Silva | Al-Batin   |